# Manuel Carvallo Gómez
Manuel Carvallo Gómez (Santiago, 18 de junio de 1808 - Copenhague, Dinamarca, 25 de julio de 1867) Fue un abogado y político chileno. 
Hijo de don Francisco Carvallo Pinuer y doña Clara Gómez de Villar. Empezó su carrera pública en 1827. Se graduó de abogado en 1831 en la Universidad de San Felipe.
Ocupó los puestos desde escribiente del Senado hasta el de ministro plenipotenciario. Elegido diputado por Valdivia en 1827, representando a los pelucones, reelegido en 1828. Fue inspector del Instituto Nacional. Elegido Senador por Valdivia al Congreso de 1829. Fue nombrado ministro del Interior de marzo de 1831 a abril de 1832.
Elegido Diputado por Rere en 1831, al mismo tiempo que ejerce el cupo de Senador por Llanquihue (1831-1834). Fue oficial del Ministerio del Interior y de Relaciones Exteriores. Se le nombró enviado extraordinario en Bélgica, Francia y Gran Bretaña. Reelegido diputado por Rere en 1834.
Militante del Partido Conservador, es electo diputado por Santiago en 1852. Encargado de Negocios en los Estados Unidos y ministro de la Corte Suprema de Justicia. Perteneció a varias instituciones científicas y literarias. Ministro plenipotenciario de Chile en Dinamarca, lugar donde falleció en 1867.